# Marta i wielbiciele
Marta i wielbiciele – brytyjska komedia romantyczna z 1998 roku.

## Fabuła
Frank - bezrobotny aktor - prowadzi ciągłą wojnę ze swoim najlepszym przyjacielem, muzykiem Danielem. Między nimi jest jeszcze cierpiący Laurence - malarz, który podejmuje się mediacji między nimi, zwłaszcza jeśli chodzi o kobiety. Wracając z Londynu Daniel spotyka na lotnisku w Minneapolis Amerykankę Martę. Zauroczony nią przekonuje pracownicę linii lotniczych, by za odpowiednią opłatą przeniosła ją do pierwszej klasy. Podczas lotu Daniel rozmawia z Martą i dowiaduje się, że kupiła bilet do Londynu w jedną stronę i zamierza tam zacząć nowe życie. Jeszcze zanim samolot ląduje Daniel jest nieziemsko zakochany w Amerykance. Ale kiedy nie pojawia się następnego dnia na lunchu, przeżywa to mocno. Chciał zrobić na niej dobre wrażenie. Daniel opowiada swoim kumplom swoją historię i doprowadza Franka do szału. Zupełnie przypadkowo (takie przypadki zdarzają się tylko w londyńskim parku w słonecznym popołudniu) Frank spotyka Martę i spędza z nią miło czas, mszcząc się na Danielu. Ale to nie koniec kłopotów, gdyż Laurence także zakochał się w Marcie.

## Obsada
- Monica Potter – Martha
- Rufus Sewell – Frank
- Tom Hollander – Daniel
- Joseph Fiennes – Laurence
- Ray Winstone – Pedersen